# Teresa Agustín
Teresa Agustín. (Teruel, 1962) es una escritora, poeta, periodista, conferencista y filóloga española.

## Biografía
Es licenciada en Filosofía y Letras. Es jefa de prensa de la Fundación Mujeres en Madrid y fue responsable del área de comunicaciones de la Fundación Alternativas. Ha trabajado como editora, periodista y directora de comunicaciones en diferentes publicaciones como La república de las ideas, Turia, En pie de paz, Público, Andalán, Le monde diplomatique, Derechos Humanos y Público. Es traductora de Marguerite Duras y diversos textos relacionados con la teoría feminista. Su obra figura en las antologías Penúltimos poetas en Aragón (1989). Ellas tienen la palabra (1997). Mujeres de carne y verso. Antología poética femenina del siglo XX (2002). Yin. Poetas aragonesas 1960-2010 (2010).Antología poética aragonesa-húngara.
En 2016 fue homenajeada por su trayectoria en la décima edición del Marzo Poético, evento organizado por el Ayuntamiento de Fraga. Se le considera una de las figuras más representativas de la literatura contemporánea.

## Obras
- Dhuoda (Poesía, 1986. Labati).[4]
- Cartas para una mujer (Poesía, 1993. Prensas Universitarias de Zaragoza).[4]
- La tela que tiembla (Poesía, 1998. Olifante).[4]
- Hombre en un jardín con lirios, lilas y dos amapolas (Poesía, 2003. Prames). ISBN 9788495116529.[4]
- Dos pasillos (Poesía, 2008. Huerga & Fierro). ISBN 9788483747049.[6]
- Lantanas. Los poemas azules (Poesía, 2015. Huerga & Fierro). ISBN 9788494403248.[6]
- Caolín y rojo (Poesía, 2018. La gruta de las Palabras). ISBN 9788417358341.[6]
- La belleza y la nube (Poesía, 2022. Huerga & Fierro). ISBN 9788412574548.[6]